# بازی‌های گوزن قطبی
بازی‌های گوزن قطبی (همچنین با نام فریب) محصول ۲۰۰۲ و فیلمی مهیج به کارگردانی جان فرانکن هایمر و بازی بن افلک، گری سینایس و شارلیز ترون می‌باشد. و این فیلم، آخرین نمایش فیلم فرانکن هایمر در سالن‌ها بود و بازخورد ضعیفی را دریافت کرد.

## داستان فیلم
«رادی» (افلک)، خلافکار خرده‌پا، پس از آزادی از زندان خود را به جای هم سلولی فوت شده‌اش جا می‌زند تا بتواند با «اشلی» (ترون) - دوست‌دختری که او از طریق نامه‌نگاری پیدا کرده - همراه شود. همه چیز خوب پیش می‌رود تا این که «رادی» با «گابریل» (سینیسی)، برادر «اشلی»، آشنا می‌شود که قصد سرقت از کازینویی در میشیگان را دارد…